# アメリカ合衆国サッカー連盟2部プロフェッショナルリーグ
アメリカ合衆国サッカー連盟2部プロフェッショナルリーグ（USSF Division 2 Professional League (D2 Pro League)）は、2010年にアメリカ合衆国サッカー連盟（USSF）より、1シーズンのみ暫定的に開催されたセミプロサッカーリーグである。対立していたユナイテッドサッカーリーグ（USL）と北米サッカーリーグ（NASL）が歩み寄りを見せ、12チームで行われた。リーグはアメリカ合衆国とカナダによって構成されるメジャーリーグサッカーに次ぐ2部組織だった。

## 歴史
2009年8月27日、ユナイテッドサッカーリーグの法人スポンサーだったナイキがその資本を投資信託会社のNuRock社へ売却した。これに端を発したいくつかの参加クラブがUSLの方針に合わないとして、2009年のシーズン終了後、北米サッカーリーグを立ち上げ独立した。その後両リーグ間で訴訟問題に発展したが、アメリカ合衆国サッカー連盟が仲介を行い、2つのリーグを形式上再統合してこのリーグが誕生した。
12チームが「USLカンファレンス」と「NASLカンファレンス」2組に分かれてリーグ戦を行った。
翌2011年からNASLを2部リーグ相当、USLの1部リーグ「USL Pro」を3部相当とし、各クラブがそれぞれのリーグに所属。USSF2部プロリーグは1年で解散された。

## 参加チームの一覧
| クラブ                           | 設立              |
| USLカンファレンス                | USLカンファレンス |
| -------------------------------- | ----------------- |
| オースティン・アズテックス       | 2008              |
| NSCミネソタ・スターズ            | 2009              |
| ポートランド・ティンバーズ       | 2001              |
| プエルトリコ・アイランダーズ     | 2003              |
| ロチェスター・ライノズ           | 1996              |
| FCタンパベイ                     | 2008              |
| NASLカンファレンス               |                   |
| カロライナ・レイルホークス       | 2006              |
| クリスタル・パレス・ボルチモア   | 2006              |
| マイアミFC                       | 2006              |
| モントリオール・インパクト       | 1992              |
| ACセントルイス                   | 2009              |
| バンクーバー・ホワイトキャップス | 1986              |

### ポット分け
| ポット1 | NSCミネソタ・スターズ · ポートランド・ティンバーズ · ACセントルイス · バンクーバー・ホワイトキャップス            |
| ポット2 | クリスタル・パレス・ボルチモア · カロライナ・レイルホークス · モントリオール・インパクト · ロチェスター・ライノズ |
| ポット3 | オースティン・アズテックス · マイアミFC · プエルトリコ・アイランダーズ · FCタンパベイ                             |

### 試合方式
予選リーグは年間30試合で、同じカンファレンスに属するクラブとは4回総当り（20試合）、異なるカンファレンスとは1回総当り（6試合）に加え、カンファレンスに関係なく本拠地の近い地域の4チームと更に1試合ずつ追加で対戦を行う。
勝ち点は勝ち3・引き分け1・負け0で、それぞれのカンファレンスの1位が自動的に決勝トーナメントに進出。2位以下のチームはカンファレンスに関係なく、全12チームの勝ち点上位8位までのチームが進出する。
決勝トーナメントは8チームがたすきがけの方式（通算成績1位対8位、2位対7位、3位対6位、4位対5位）でまず1回戦を行い、以後は勝ち抜き制である。試合は2試合（ホーム・アンド・アウェートーナメント）の合計得点で競い、2試合の得点の多いチームが次のステップに進む。ただし2試合を終了しての合計が同点の場合、第2試合終了後に延長戦→PK戦を行う。

## 年度別カンファレンス予選・年間総合優勝一覧
| 年度 | NASLカンファレンス | USLカンファレンス | 予選リーグ総合1位 | 年間総合優勝 |
| ---- | ------------------ | ----------------- | ----------------- | ------------ |
| 2010 | カロライナ         | ロチェスター      | ロチェスター      | プエルトリコ |

## ベストイレブン
- GK: Jay Nolly (バンクーバー・ホワイトキャップス)[3]
- DF: Greg Janicki (バンクーバー・ホワイトキャップス)[3]
- DF: Aaron Pitchkolan (ロチェスター・ライノズ)[3]
- DF: Troy Roberts (ロチェスター・ライノズ)[3]
- MF: Ryan Pore (ポートランド・ティンバーズ)[3]
- MF: Martin Nash (バンクーバー・ホワイトキャップス)[3]
- MF: Jamie Watson (オースティン・アズテックス)[3]
- MF: Pauli Araujo Jr. (マイアミFC)[3]
- MF: Daniel Paladini (カロライナ・レイルホークス)[3]
- FW: Eddie Johnson (オースティン・アズテックス)[3]
- FW: Ali Gerba (モントリオール・インパクト)[3]